# Granberg (ätt)
Granberg är en adlig ätt (nr 907) med ursprung från Sverige. Idag har adelsrätten ättlingar i bland annat nordöstra delen av den åländska skärgården.